# Nymphon trituberculatum
Nymphon trituberculatum är en havsspindelart som beskrevs av Child, C.A. 1995. Nymphon trituberculatum ingår i släktet Nymphon och familjen Nymphonidae. Inga underarter finns listade i Catalogue of Life.